# Detlef Schrempf
Detlef Schrempf (Leverkusen, 21. siječnja 1963.), njemački je bivši košarkaš.

## Športska karijera
U zadnjoj godini srednje škole otišao je u SAD, gdje je igrao za školski sastav svoje škole Centralia iz Centralije kod Washingtona. 
Sveučilišnu je košarku igrao u košarkaškom sastavu Washingtonskog sveučilišta, gdje je studirao međunarodno poslovanje. Bio je izabran u najboljih 10 Konferencije Pacifik 10 (danas je 12).
U 1. krugu drafta 1985. godine izabrali su ga Dallas Mavericksi. Bio je 8. po redu izabrani igrač. U Mavericksima je zaigrao iste godine i ostao do 1989. godine. Onda je otišao u Indiana Pacerse gdje je igrao do 1993. godine, nakon čega je prešao u Seattle SuperSonicse, u kojima je ostao do 1999. godine. Naposljetku je igrao u Portland Trail Blazersima do 2001. godine.
Triput je igrao na godišnjim utakmicama svih zvijezda, 1993., 1995. i 1997. godine. 1991. i 1992. je bio najbolji šesti igrač godine. 1995. je bio u izabranom najboljem trećem sastavu NBA.
Za SR Njemačku je igrao na OI 1984., na europskim prvenstvima 1983. i 1985. te na dodatnim kvalifikacijama i završnom turniru OI 1992. godine.